# 法坎

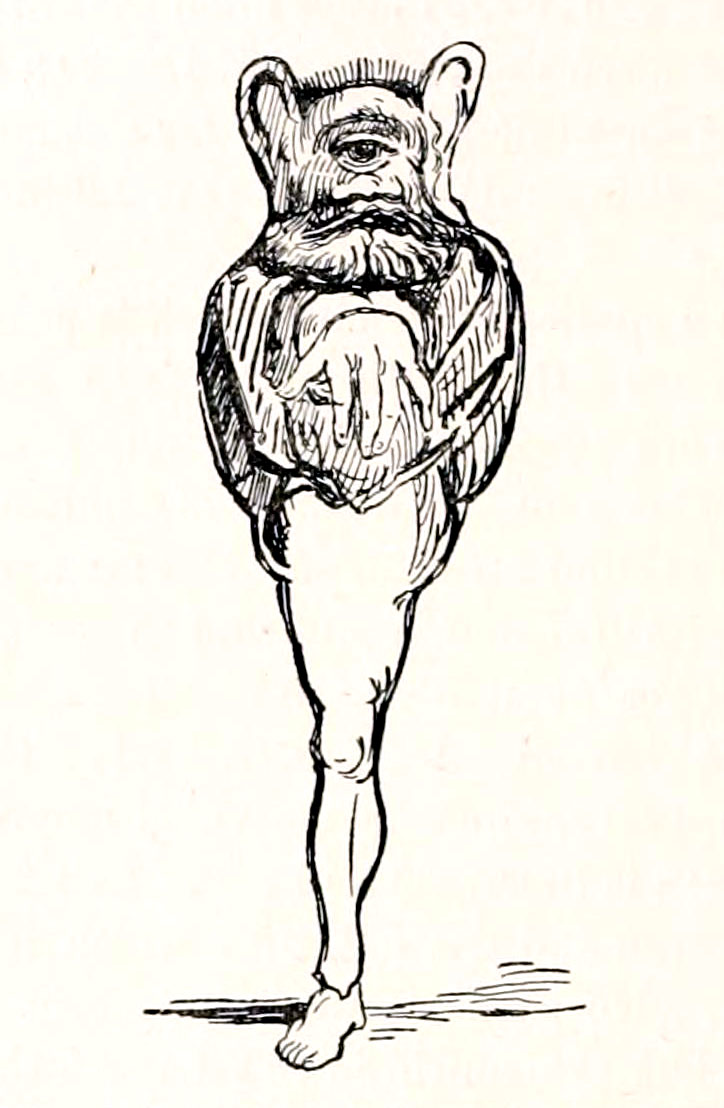
如图为法坎，出自J. F. Campbell 的《西高地通俗故事》第 4 卷第 298 页的图 9。该书第 297 页的文字解释道：“Direach Ghlinn Eitidh MhicCalain（即法坎），沙漠生物科林之子格伦·埃蒂 (Glen Eiti) 是这样描述的：‘他的一只手从胸前伸出，一条腿从臀部伸出，一只眼睛从脸前伸出。’。”

法坎（Fachen），又名吉里赫，居住於蘇格蘭高地的妖精。為塞爾特神話中弗摩爾族的後代，遺傳他們巨大的基因。獨眼獨角獨臂，手臂長在胸前。頭頂光禿，下巴長有濃密而細長的鬍鬚，身上纏著鹿皮以做衣服遮蔽。